# Allonothrus monensis
Allonothrus monensis är en kvalsterart som beskrevs av Soumyendra Nath Ghosh och Bhaduri 1978. Allonothrus monensis ingår i släktet Allonothrus och familjen Trhypochthoniidae. Inga underarter finns listade i Catalogue of Life.